# Petak (Bagor)
Petak is een bestuurslaag in het regentschap Nganjuk van de provincie Oost-Java, Indonesië. Petak telt 1699 inwoners (volkstelling 2010).